# Brzóski-Markowizna
Brzóski-Markowizna – wieś sołecka w Polsce położona w województwie podlaskim, w powiecie wysokomazowieckim, w gminie Wysokie Mazowieckie.
W latach 1975–1998 miejscowość administracyjnie należała do województwa łomżyńskiego.
Wierni kościoła rzymskokatolickiego należą do parafii św. Apostołów Piotra i Pawła w Wysokiem Mazowieckiem.

## Historia
W XIX w. Markowizna i kilka sąsiednich wsi tworzyło okolicę szlachecką Brzóski. W jej obrębie znajdowały się: Brzóski-Gromki, Brzóski-Falki, Brzóski-Tatary, Brzóski-Gawrony i Brzóski-Brzezińskie. Zygmunt Gloger wymienia również Brzóski-Jakubowięta, Brzóski-Markowięta, Brzóski-Stanisławięta. Dwie ostatnie miejscowości zmieniły nazwę na: Brzóski-Markowizna i Brzóski-Stankowizna. Okolica była gniazdem rodu Brzosków.
Pod koniec wieku XIX wieś należała do powiatu mazowieckiego, gmina i parafia Wysokie Mazowieckie.
W roku 1921 we wsi naliczono 13 budynków z przeznaczeniem mieszkalnym oraz 77. mieszkańców (33. mężczyzn i 44 kobiety). Narodowość polską zgłosiło 76, inną 1. Wyznanie rzymskokatolickie zadeklarowało 76. mieszkańców, prawosławne 1.
Urodził się tu Roch Józef Brzosko – doktor medycyny, laryngolog, pułkownik lekarz Wojska Polskiego, ofiara zbrodni katyńskiej.